# Monroe (Nebraska)
Monroe é uma vila localizada no estado americano de Nebraska, no Condado de Platte.

## Demografia
Segundo o censo americano de 2000, a sua população era de 307 habitantes.
Em 2006, foi estimada uma população de 310, um aumento de 3 (1.0%).

## Geografia
De acordo com o United States Census Bureau, a localidade tem uma área de 0,5 km², sem área coberta por água. Monroe localiza-se a aproximadamente 464 m acima do nível do mar.

## Localidades na vizinhança
O diagrama seguinte representa as localidades num raio de 20 km ao redor de Monroe.